# Eisenbahnunfall von Sarhad
Der Eisenbahnunfall von Sarhad war der Zusammenstoß dreier Fernzüge am 12. Juli 2005 auf der Bahnstrecke Karachi–Lahore im Bahnhof Sarhad in der Provinz Sindh im Süden Pakistans. 137 Menschen kamen dabei ums Leben.

## Ausgangslage
Der Quetta Express nach Quetta fuhr gegen 4:00 Uhr morgens in den Bahnhof Sarhad ein und hielt dort auf dem Durchfahrgleis wegen eines technischen Problems 25 Minuten lang. Der Zug hätte gegen folgende Züge gesichert werden müssen, indem das Gleis, auf dem er stand, für die Einfahrt eines weiteren Zuges gesperrt und folgende Züge durch ein Überholgleis hätten geleitet werden müssen. Genau das aber geschah aufgrund einer Signalstörung nicht, die auf einem Programmierfehler beruhte. Die Automatik blockierte auch Versuche des Fahrdienstleiters, die Fahrstraße von Hand entsprechend einzustellen.

## Unfallhergang
Dem Quetta Express folgte der Karachi Express aus Lahore nach Karatschi. Dessen Lokomotivführer zeigte aufgrund der Signalstörung das Einfahrsignal des Bahnhofs, ein Lichtsignal, ein grünes Licht, also „Fahrt frei“. Der Karachi Express fuhr daraufhin im Bahnhof ein und auf den dort stehenden Quetta Express auf. Wagen stürzten um, drei davon auch auf das Nachbargleis für den Verkehr der Gegenrichtung, in das kurz darauf der aus Karatschi kommende Tezgam Express ein- und die umgestürzten Wagen hinein fuhr. Er war nach Rawalpindi unterwegs.
In ersten Berichten über den Unfall war noch die Rede davon, dass der bei dem Unfall ums Leben gekommene Lokomotivführer des Karachi Express ein Signal falsch gelesen habe, was sich aber im Lauf der folgenden Unfalluntersuchung als unzutreffend erwies.

## Folgen
16 Wagen wurden bei dem Unfall zertrümmert, 12 des Quetta Express, drei des Tezgam Express und einer des Karachi Express. Von den insgesamt etwa 2000 Menschen in den Zügen wurden 137 getötet, darunter auch die Lokmannschaft des Karachi Express und mindestens 176 schwer verletzt.
Eine Reihe hochrangiger Angestellter der Pakistanischen Eisenbahn, die für das Signalwesen verantwortlich waren, wurden nach dem Unfall vom Dienst suspendiert.